# Carola Hamer
Carola Hamer (Den Haag, 20 maart 1963) is een Nederlands voormalig diskjockey bij de VARA op Radio 3 en televisie presentatrice bij de VARA.

## Biografie
Carola ging naar het Intercollege in Den Haag voor haar middelbare school en deed vwo aan de Rijksscholengemeenschap in Zwolle.

## Carrière
Carola Hamer presenteerde van 5 oktober 1992 tot 23 december 1994 elke werkdag voor de VARA op Radio 3 het radioprogramma Carola op de radio. Het programma, tussen twee en drie uur 's middags, zat ingeklemd tussen Denk aan Henk van Henk Westbroek en The Magic friends van Sjors Fröhlich en Peter Plaisier. Hamer stond bekend om haar eigenwijsheid, unieke stijl en haar opvallende muziekkeuze. Zo had ze onder andere een voorliefde voor Dead Can Dance, Loreena McKennitt, Joni Mitchell en Dream Theater. Door haar muzikale onafhankelijkheid was ze in de jaren negentig nogal controversieel en wist daardoor een klein, trouw radiopubliek aan zich te binden. In 1994 was Hamer samen met Dagmar Grote, Daniëlle de Groot en Justin Kiviet te zien als presentatrice Ma Zitvlees in Kinderen voor Kinderen deel 15.
Eind 1994 besloot Radio 3FM zendercoördinator Paul van der Lugt het programma stop te zetten en haar per 1 januari 1995 te vervangen door Gerry Jungen, die het programma Tussengas ging maken. Toen in 1997 The Magic Friends stopten, werd het middagprogramma van 3FM herverdeeld en werd de programmatijd opgenomen in het nieuwe middagprogramma van Rob Stenders. Na het stopzetten van het programma probeerde de VARA Hamer, die hiermee overbodig was geworden binnen de omroep, te ontslaan, maar de rechter gaf hiervoor geen toestemming.
Na haar periode bij Radio 3 werkte Hamer tussen 1995 en 1998 voor Metal Blade Records, waarvoor zij een Nederlandse tak opzette. Hierna ging zij het bedrijfsleven in. Als vrijwilligster maakt ze tegenwoordig reportages voor SRTV Nederland, dat uitzendt via het door de NCRV opgerichte themakanaal Nederland P.
Willem Nijholt (1980, 1981) · Leoni Jansen (1982) · Willem Ruis (1983, 1984) · Edwin Rutten (1985, 1986) · Ati Dijckmeester (1985, 1986) · Ron Brandsteder (1987) · Simone Kleinsma (1987) · Sonja Barend (1988) · Herman van Veen (1990) · Youp van 't Hek (1991) · Sylvia Millecam (1992) · Erik van Muiswinkel (1992) · Henk Westbroek (1992) · Coen Flink (1993) · Frank Groothof (1994) · Willem Ekkel (1994) · Peter Tuinman (1994) · Harry van Rijthoven (1994) · Carola Hamer (1994) · Paul de Leeuw (1995, 1996) · Menno Bentveld (1997) · Joep Onderdelinden (1998, 2020) · Marcel Faber (1998) · Aldith Hunkar (1999) · Marscha de Haan (2000) · Neel Brands (2000) · Maud Hawinkels (2001) · Klaas van der Eerden (2002, 2003, 2004) · Claudia de Breij (2004, 2005, 2009, 2012) · Jochem Myjer (2006) · Isolde Hallensleben (2007) · Jack van Gelder (2008) · Ali B (2008) · Frank Evenblij (2009) · Sara Kroos (2011) · Lex Uiting (2013, 2014, 2015, 2016, 2017) · Dolores Leeuwin (2013) · Dieuwertje Blok (2014) · Milouska Meulens (2015) · Anne Appelo (2018, 2019, 2020) · Pepijn Gunneweg (2018, 2019) · Plien van Bennekom (2020) · Kiefer Zwart (2020) · Ridder van Kooten (2020, 2021) · Esmée van Kampen (2021) · André Dongelmans (2021) · Jurre Geluk (2023)